# Oidipus

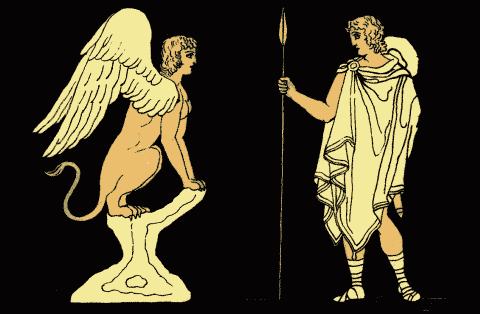
Sfinga a Oidipus

Oidipus (starořecky Οἰδίπους) je v řecké mytologii syn thébského krále Láia a jeho manželky Iokasté.

## Původ a mládí
Jeho předurčený osud, plný zvratů, vítězství a pádů stal se častým námětem velkých děl od antiky až do novověku. Život Oidipův jako by byl důkazem, že svému osudu nelze uniknout.
Thébskému králi Láiovi věštba určila, že se dočká záhuby od svých potomků, rozhodl se proto, že zůstane bezdětný. Touha po nástupníkovi trůnu však ho dohnala až k tomu, že unesl Chrýsippa, syna élidského krále Pelopa. Chrýsippos poté přišel o život a jeho otec Polyb proklel Láia a předpověděl, že se dočká svého syna a smrti z jeho rukou.
Po mnoha letech mu královna Iokasté porodila syna. Král z obav o vlastní život nechal dítě pohodit v lese, předtím mu však ještě zmrzačil nohy a svázal je řemenem. Jeho příkaz však nebyl vykonán, dítě bylo ponecháno u pastýře. Dostal jméno Oidipús („s opuchlýma nohama“). Pastýř jej odnesl do paláce korinthského krále Polyba a ten ho se svou manželkou Meropou vychoval, jak se na potomka krále sluší.
Když Oidipús vyrostl, dozvěděl se, že není vlastním synem Polybovým, a když se o svém původu nemohl nic dozvědět, vydal se do Delf. Proslulá věštkyně Pýthia mu prozradila pouze to, že v budoucnosti se stane vrahem vlastního otce, ožení se a bude mít s vlastní matkou děti, které on sám zahubí svým prokletím.

## Osud se naplňuje
Zdrcený takovou předpovědí, a aby uchránil Polyba a Meropu, odešel Oidipús z Delf, nevrátil se však už do Korinthu, ale vydal se do města Théb. Blízko města se potkal s vozem, na němž seděl neznámý stařec. Vozka švihl Oidipa bičem, aby uvolnil cestu a stařec ho navíc udeřil holí. Oidipús v hněvu starci ránu oplatil takovou silou, že stařec padl mrtev. Netušil, že právě zabil svého otce, krále Láia. Ten se vracel rovněž z Delf, kde chtěl získat radu, jak osvobodit město od tyranie Sfingy. Když pak Oidipús vstoupil do města, našel je zahalené smutkem - pro smrt svého krále a pro nebezpečí od Sfingy.

## Sfinga
Oidipús se vypravil k hoře, kde Sfinga sídlila a požádal, aby mu položila svou hádanku. Věděl, že pokud ji neuhodne, čeká ho smrt, Sfinga ho rozsápe a shodí ze skály. Hádanka zněla: Který živočich má jen jeden hlas, ale přitom má někdy dvě nohy, někdy tři, někdy čtyři, a je nejslabší, když jich má nejvíc? Oidipús hned odpověděl: Člověk, protože jako batole leze po všech čtyřech, v mládí stojí pevně na dvou a ve stáří se opírá o hůl. A Sfinga zahanbením a vztekem se vrhla ze skály do moře. Théby byly osvobozeny.

## Doma
Théby přivítaly Oidipa jako svého vysvoboditele, zahrnuly ho pozorností a láskou. Byl zvolen králem, nastěhoval se do královského paláce a - oženil se s královnou vdovou - Iokasté, vlastní matkou. Přišly šťastné roky, v nichž se stal i otcem dcer Antigony a Ismény a synů Eteokla a Polyneika.

## Osud se završuje
Šťastné období však končilo. Bůh Apollón seslal na Théby mor, všechno hynulo, nastala neúroda a přišel hlad. Oidipús vyslal Iokastina bratra Kreonta do Delf, aby přinesl radu, jak město a lid zachránit. Pýthie jasně řekla: Vyžeňte z města vraha krále Láia! Oidipús nic netušil, vyhlásil pátrání po vrahovi, kterého proklel a odsoudil k vyhnanství.
Slepý věštec Teiresiás, který po ztrátě zraku získal jemný sluch, jemuž se mnohé doneslo, co lidé neznali, přišel na královský dvůr a prohlásil, že zná jméno vraha. Po velkém naléhání krále i lidu nakonec odhalil, že vrahem je sám Oidipús, který je také vinen tím, že je manželem vlastní matky. Oidipús se bránil, považoval to za spiknutí a touhu po moci zejména Kreonta, ale když Teiresiás přese všechno na svém trval, požádal Oidipús manželku Iokasté o vysvětlení. Ta potvrdila, že měla Láiova syna a co se s ním stalo. A nechali předvolat člověka, který dítě z Théb odnesl.
Mezitím přišel do Théb z Korinthu posel, oznamující smrt krále Polyba a povolával jej na uprázdněný trůn. Oidipús v tom viděl jistotu, že svého otce nezabil a s matkou se neoženil. Následovalo ale ujištění posla, že se Oidipús může do korinthského království bez obav před naplněním osudu vrátit, protože není jejich vlastním synem, ale nalezencem. To vše doplnil svým svědectvím starý otrok, který dítě z Théb odnesl.
Iokasté se zhroutila, prchla do svých komnat a spáchala sebevraždu. Tam ji dostihl Oidipús a v zoufalství si její jehlicí vypíchl oči. Oidipús ztratil všechno, i naději. Hrozná věštba se vyplnila. Lid v Thébách nejprve s králem soucítil, ale brzy jejich náklonnost skončila, zapomněli na jeho moudrou a spravedlivou vládu a spravování a rozkvět města. Žádali jeho vyhnání. Zprvu měl ještě ochranu od znovu nastoleného krále Kreonta, ale i ten musel ustoupit. Oidipa opustili i jeho synové Eteoklés a Polyneikés. Z Oidipa se stal slepý vyhnanec, bezmocný a ponížený.

## Potomci
Dcera Antigona jediná zůstala se svým otcem, provázela ho ve vyhnanství. Dlouho putovali po zemi, opovržení, odmítaní, bez pomoci. Nakonec dorazili do blízkosti Athén a v posvátném háji Eumenid, usmířených bohyň pomsty Erínyí. Tím došel Oidipús k mírnému uklidnění a úlevě. Oidipús požádal, aby Athéňané k němu přivedli svého krále Thésea.
Než se tak stalo, přinesla dcera Isména zprávu, že oba bratři Eteoklés a Polyneikés rozpoutali mezi sebou krutý boj o moc nad Thébami. Oba se přesto snažili přetáhnout na svou stranu Oidipa, protože podle věštby zvítězí v boji o Théby ten, na jehož straně bude vyhnaný Oidipús. Toho ochránil před násilím král Théseus a Oidipús proklel své syny „strašlivou kletbou“.
V tom okamžiku oznámila hromová rána nejvyššího boha Dia, že tím končí Oidipova strastiplná pozemská cesta. Oidipús se rozloučil s dcerami, svěřil je do Théseovy ochrany a za to mu prozradil místo svého hrobu, který bude chránit Athény. Pak se smířený odebral do Hádovy říše mrtvých.

## Odraz v umění
Toto téma zpracovalo bezpočet umělců, mnohá díla jsou známa a platná do dnešní doby. Zejména:
- Sofoklés: Král Oidipús – z let 429–425 př. n. l., později týž autor Oidipús na Kolónu
- Aischylova tragédie Láios a Oidipús
- náměty čerpal také Homér ve své Ilias i Odyssei; Sofoklés v dramatech Antigona či Élektra
- Pierre Corneille: Œdipe (1659)
- Voltaire: Oidipus (1719)
- Vladislav Alexandrovič Ozerov: Oidipus v Aténách (Эдип в Афинах, 1804)
- Hugo von Hofmannsthal Oidipús a Sfinx (Ödipus und die Sphinx, 1906)
- Igor Fjodorovič Stravinskij Oedipus Rex - oratorium - opera, (premiéra 1927)
- Pier Paolo Pasolini - Oidipus král (Edipo re) - film (1967)[5]
- Oidipus Tyranus Rock Opera - rocková opera uváděná v Praze od roku 2009